# Gunvald Larsson
Gunvald Larsson er en af hovedpersonerne i 10-bindsværket Roman om en forbrydelse af de svenske forfattere Maj Sjöwall og Per Wahlöö, skrevet og udgivet i perioden 1966 – 1975.
Gunvald Larsson er en arrogant, kynisk og voldsom person med sin egen tolkning af loven. Han jagter og mishandler mistænkte i jagten på det han opfatter som retfærdighed. Hans brutalitet kritiseres ofte af hans chef, politikommissær Martin Beck, men de kommer egentlig ganske godt ud af det med hinanden, og Larssons metoder er kendt for at opnå resultat. Deres indbyrdes forhold udvikles og forbedres i løbet af serien. Lennart Kollberg bryder sig i særlig grad ikke om Gunvald Larsson.
I den første roman i serien Roseanna arbejder han ved politiet i Motala, men bidrager væsentligt til sagens opklaring og hentes til politiet i Stockholm af Martin Beck, der opdager hans særlige evner og egenskaber.
Gunvald Larsson er snobbet, især hvad angår tøjsmag, men han afskyr samtidig snobberiet og falskheden i sin egen velhavende officersfamilie, som han kun har en smule kontakt med. Adskillige udtalelser i romanerne antyder at han er noget venstreorienteret, måske kommunist. Han er særdeles sprogkyndig, han taler svensk, engelsk, tysk, fransk, spansk, italiensk, lettisk, arabisk, punjabi, koreansk og thai flydende, en egenskab han især udnytter i den sidste af romanerne: Terroristerne.
Gunvald Larsson beskrives ofte som den person, der har færrest venner indenfor korpset. Hans nærmeste – og måske eneste rigtige – ven i korpset er Einar Rønn.
I indspilningerne af tv-serien Beck (1997 – 2007) spilles han af skuespilleren Mikael Persbrandt. TV-serien bygger kun meget løst på bøgerne og foregår da også i 90'erne modsat bøgerne.